# Anna Faroe
Anna Faroe, all'anagrafe Anna Nygaard (1º agosto 1991), è una cantante faroese.

## Biografia
Cresciuta nel villaggio faroese di Kambsdalur, Anna Faroe si è trasferita a Copenaghen nell'estate del 2009 per studiare canto al Complete Vocal Institute.
È salita alla ribalta l'anno successivo con la sua partecipazione alla terza edizione di X Factor Danimarca, dove si è piazzata 5ª in seguito ad una controversa eliminazione. Dopo la sua eliminazione ha firmato un contratto discografico con la RecArt Music, su cui ha pubblicato il suo singolo di debutto Walking on Fire, che ha debuttato alla 29ª posizione della classifica danese. Il 31 maggio 2010 è uscito il suo album, Because I Want To, che ha raggiunto il 9º posto in classifica.
Successivamente si è allontanata dai riflettori; ha comunque continuato a cantare, partecipando a progetti jazz e lavorando come corista nei concerti di Søs Fenger. 

## Vita privata
Nel 2012 ha sposato il produttore Mads Fjelstervang, con cui ha avuto un figlio.

## Discografia

### Album in studio
- 2010 – Because I Want To

### Singoli
- 2010 – Walking on Fire
- 2010 – I Got This